# 叶宗留
葉宗留（？—1448年），庆元（今浙江省龙泉市南）人，明朝中期工人武装起义领袖。正统七年（1442年）在浙闽山区採银，正统九年（1444年）七月，于庆元率矿工叛乱，自称“大王”，以陳鑑胡為將。不久又与福建的邓茂七叛军建立联系，彼此声援，共同作战。分两路进攻，一路攻福建浦城，一路进攻车盘岭（今江西省铅山县东南）。明朝派右佥都御史张楷平定叶宗留。《明史紀事本末》说他正统十三年（1448年）十一月，在闽、赣边界被指揮使戴禮擊败，中流矢死。而《明史》则说他为陳鑑胡所杀。

## 外部連結
- 明代邓茂七叶宗留起义（地图） （页面存档备份，存于）
- 《叶宗留与邓茂七起义》（页面存档备份，存于），中国庆元网。